# Anagrus breviphragma
Anagrus breviphragma är en stekelart som beskrevs av Soyka 1956. Anagrus breviphragma ingår i släktet Anagrus och familjen dvärgsteklar. Inga underarter finns listade i Catalogue of Life.